# Panzerbrigade 36
Die Panzerbrigade 36 „Mainfranken“ war eine Brigade des Heeres der Bundeswehr mit Sitz zuletzt in Veitshöchheim. Sie wurde 2002 aufgelöst und unterstand der 12. Panzerdivision.

## Geschichte

### Heeresstruktur 2
Am 1. Juli 1960 wurde die erste Panzerbrigade 36 in Tauberbischofsheim aufgestellt. Sie wurde von Klaus Hoheisel geführt. Ihr wurden zum 1. Oktober 1960 das Panzergrenadierbataillon 362, das Panzerartilleriebataillon 365 und das Versorgungsbataillon 366 unterstellt, die vorher Teil der Panzerbrigade 30 in Ellwangen gewesen waren. Bereits zum 31. Dezember 1960 wurde diese Panzerbrigade 36 wieder aufgelöst, ihr Stab in die neue 12. Panzerdivision eingegliedert und die drei Bataillone dieser Division direkt unterstellt. Hoheisel wurde erster stellvertretender Divisionskommandeur der 12. Panzerdivision.
Die Panzerbrigade 36 wurde 1963 an der Deutschorden-Kaserne in Bad Mergentheim neu aufgestellt (zweite Aufstellung) und der 12. Panzerdivision unterstellt. 1963 wechselt das Panzergrenadierbataillon 362 in Walldürn zur Brigade. Ebenfalls 1963 erhielt die Brigade die Panzerbataillone 363 und 364, die aus dem Panzerbataillon 273 (Böblingen) hervorgegangen waren. Bis 1966 verlegte das Panzerbataillon 363 nach Külsheim in die Prinz-Eugen-Kaserne. In Bad Mergentheim wurde 1963 die Panzerpionierkompanie 360 aufgestellt.

### Heeresstruktur 3

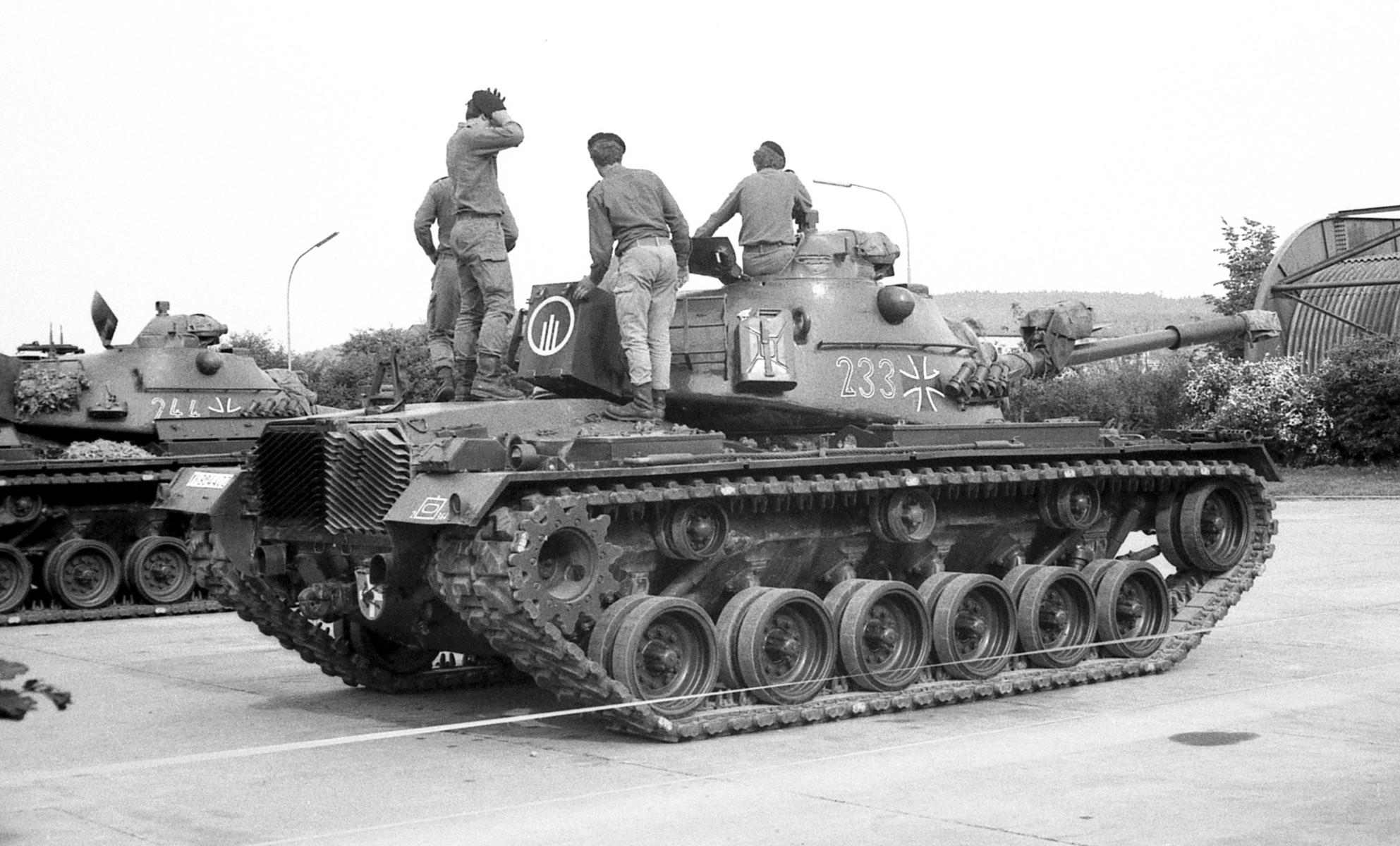
M48 A2C, 2./PzBtl 364, Külsheim, 1978

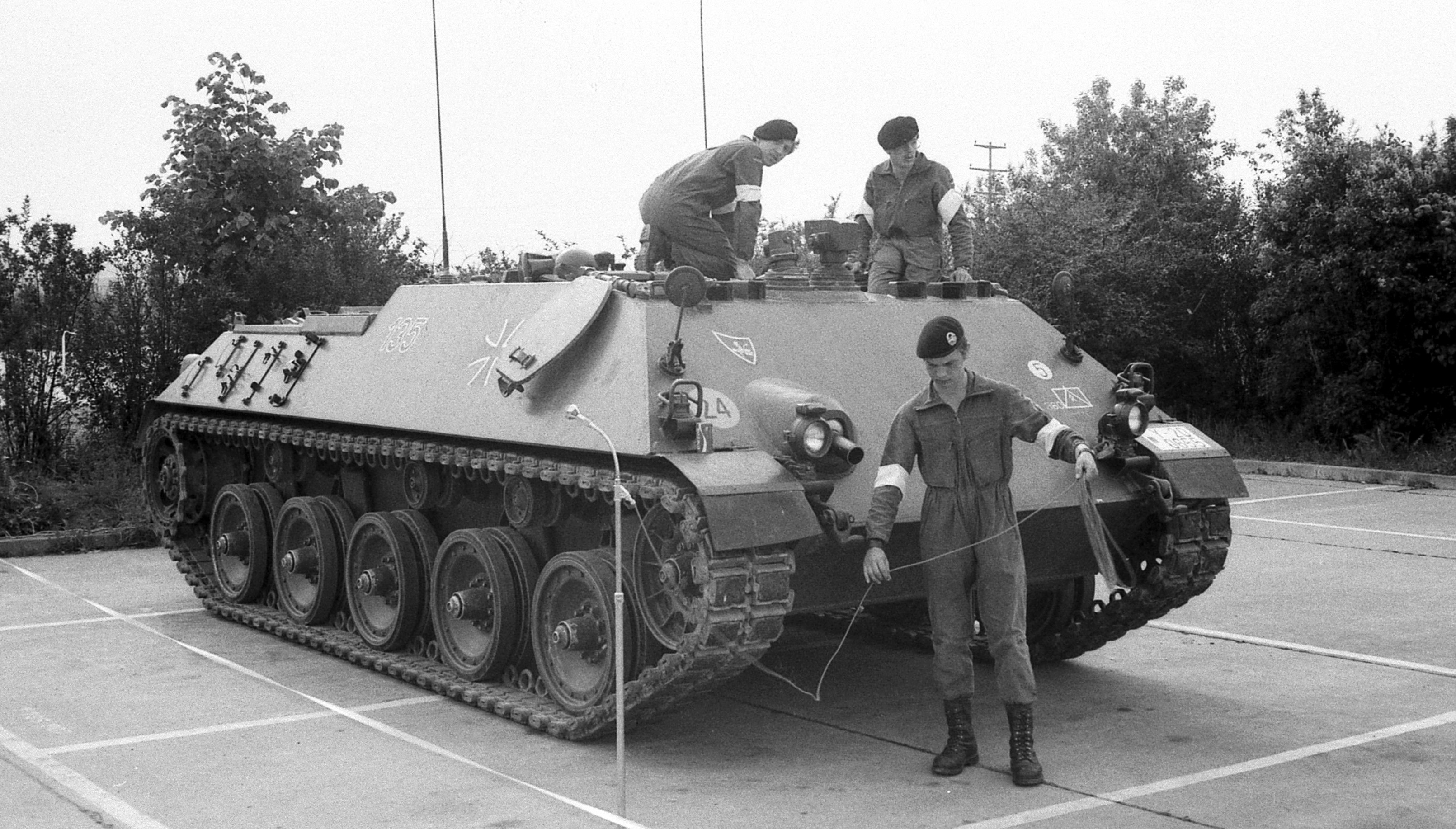
RakJgPz 2 (SS11), PzJgKp 360 Külsheim, 1978

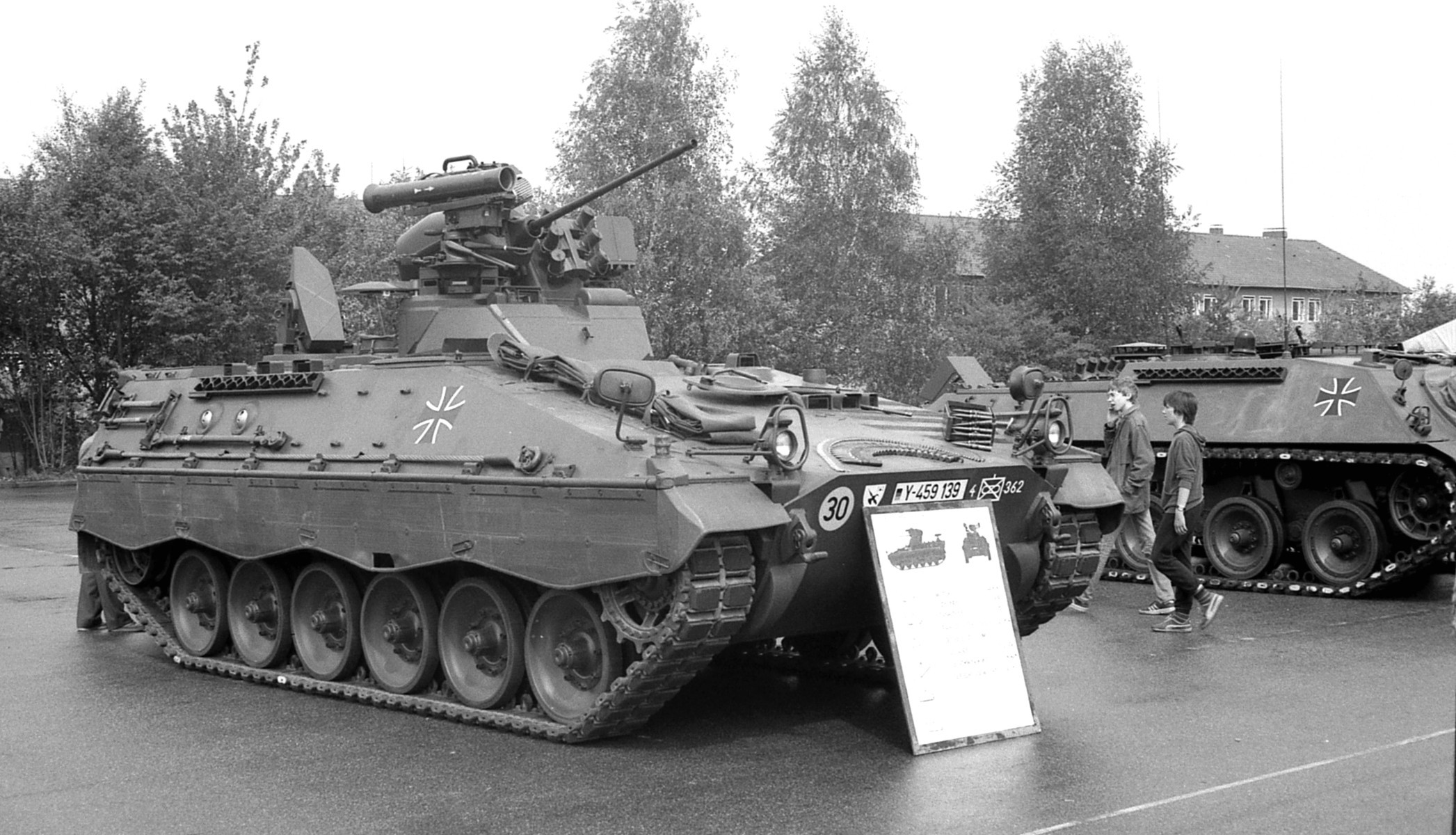
SPz ‚Marder‘ mit PzAbwRak ‚Milan‘, 4./PzGrenBtl 362 Walldürn, 1982 in Tauberbischofsheim.

In der Heeresstruktur 3 bestand die Brigade aus:
- Panzergrenadierbataillon 362
- Panzerbataillon 363
- Panzerbataillon 364
- Panzerartilleriebataillon 365
- Versorgungsbataillon 366
- Panzerpionierkompanie 360
- Panzerjägerkompanie 360

### Heeresstruktur 4
Ab 1980 unterstand der Brigade außerdem das neu aufgestellte Panzerbataillon 361 aus Külsheim.
Die Brigade umfasste im Herbst 1989 in der Friedensgliederung etwa 2900 Soldaten. Die geplante Aufwuchsstärke im Verteidigungsfall lag bei rund 3300 Mann. Zum Aufwuchs war die Einberufung von Reservisten und die Mobilmachung von nicht aktiven Truppenteilen vorgesehen. Zum Ende der Heeresstruktur 4 im Herbst 1989 war die Brigade weiter Teil der 12. Panzerdivision und gliederte sich grob in folgende Truppenteile:
- Stab/Stabskompanie Panzerbrigade 36, Bad Mergentheim
  -  Panzerjägerkompanie 360, Külsheim
  -  Panzerpionierkompanie 360, Bad Mergentheim
  -  Nachschubkompanie 360, Bad Mergentheim
  -  Instandsetzungskompanie 360, Bad Mergentheim
  -  Panzerbataillon 361 (teilaktiv), Külsheim
  -  Panzergrenadierbataillon 362, Walldürn
  -  Panzerbataillon 363, Külsheim
  -  Panzerbataillon 364, Külsheim
  -  Panzerartilleriebataillon 365, Walldürn

### Heeresstruktur 5 bis Auflösung
Die Panzerpionierkompanie 360 wurde 1992 außer Dienst gestellt. Mit Einnahme der Heeresstruktur 5 verlegte das Panzergrenadierbataillon 362 als Aufwuchsbataillon nach Mellrichstadt. Von der Panzergrenadierbrigade 35 wechselten 1993 das Panzergrenadierbataillon 352, das Panzerartilleriebataillon 355, die Panzerpionierkompanie 350 und die Panzergrenadierausbildungskompanie Fahrsimulator Kette 303 zur Brigade. 1993 wird die 12. Panzerdivision aufgelöst und die Brigade wechselte zum Wehrbereichskommando VI/1. Gebirgsdivision. Gleichzeitig verlegte der Brigadestab nach Veitshöchheim. 1994 fusionieren die Stäbe der Brigade und der Stab des Verteidigungsbezirkskommandos 64 (Würzburg). Das Verteidigungsbezirkskommando 64 wurde 1995 aufgelöst und die Brigade wurde wieder eigenständig. 1996 wurde die Panzerjägerkompanie der Brigade aufgelöst. So bestand die Brigade 1997 aus:
- Stab und Stabskompanie in Veitshöchheim
- Feldersatzkompanie 360 (gekadert) in Veitshöchheim
- Panzerbataillon 363 (aktiv) in Külsheim
- Panzerbataillon 364 (nichtaktiv) in Külsheim
- Kraftfahrzeugausbildungszentrum Fahrsimulator Kette in Külsheim
- Panzerartilleriebataillon 355 (aktiv) in Wildflecken
- Panzerpionierkompanie 350 in Wildflecken
- Panzergrenadierbataillon 352 (aktiv) in Mellrichstadt
- Panzergrenadierbataillon 362 (nichtaktiv) in Mellrichstadt
- Panzeraufklärungskompanie 240 (nichtaktiv, im Frieden dem Gebirgspanzeraufklärungsbataillon 8 unterstellt) in Freyung

Im Juli 2000 wurde ihr der Beiname „Mainfranken“ verliehen. Die Panzerbrigade 36 wurde am 7. Juni 2002 außer Dienst gestellt. Die Panzergrenadierbataillone 352 und 362 und das Panzerbataillon 363 wechselten zur Panzergrenadierbrigade 30. Aufgelöst wurden die Panzerpionierkompanie 350 und das nicht aktive Panzerbataillon 364. Das Panzerartilleriebataillon 355 wandelte sich in ein nicht aktives Bataillon und verlegte nach Neunburg.

## Kommandeure
Der Brigade wurde kommandiert durch (Dienstgrad bei Kommandoübernahme):
| Nr. | Name                                             | Beginn der Berufung | Ende der Berufung  |
| --- | ------------------------------------------------ | ------------------- | ------------------ |
| 14  | Oberst Werner Kullack                            | 2000                | 2001               |
| 13  | Brigadegeneral Klaus Holländer                   | 1. Juni 1996        | 30. September 1999 |
| 12  | Oberst Rolf Bernd                                | 1. April 1993       | 1995               |
| 11  | Oberst Gert Gudera                               | 1. April 1991       | 31. März 1993      |
| 10  | Oberst Peter-Johannes von Geyso                  | 1. April 1988       | 31. März 1991      |
| 9   | Oberst Edgar Trost                               | 1. April 1986       | 31. März 1988      |
| 8   | Brigadegeneral Hasso Freiherr von Uslar-Gleichen | 1. April 1983       | 31. März 1986      |
| 7   | Oberst Hermann Teske                             | 1. Oktober 1980     | 31. März 1983      |
| 6   | Oberst Siegfried Storbeck                        | 1. Oktober 1978     | 30. September 1980 |
| 5   | Brigadegeneral Ekkehard Medert                   | 1974                | 30. September 1978 |
| 4   | Brigadegeneral Werner Heyd                       | 1. Januar 1971      | 1974               |
| 3   | Oberst Hans-Otto Göricke                         | 14. April 1969      | 31. Dezember 1970  |
| 2   | Brigadegeneral Hans-Georg Biedermann             | 1. April 1965       | 13. April 1969     |
| 1   | Brigadegeneral Hubert Sonneck                    | 1963                | 31. März 1965      |

## Verbandsabzeichen

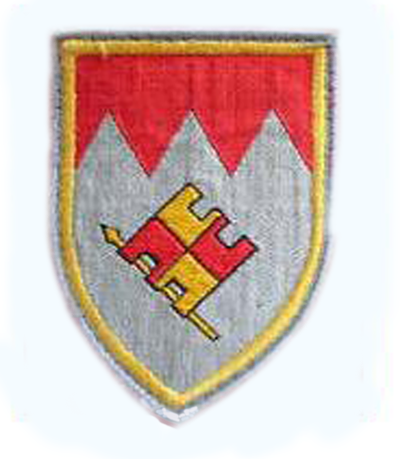
Gewebtes Verbandsabzeichen für den Dienstanzug

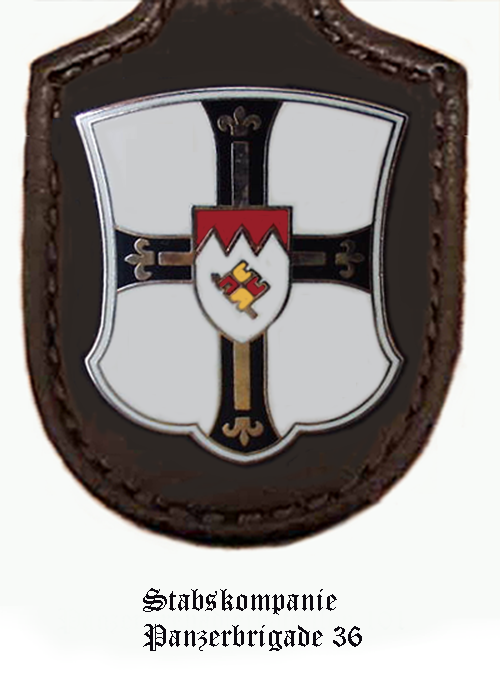
Internes Verbandsabzeichen des Stabes/Stabskompanie

Die Blasonierung des Verbandsabzeichens für den Dienstanzug der Angehörigen der Panzerbrigade 36 lautete:
 Gold bordiert, in Rot drei silberne Spitzen belegt mit einer schräggestellten und an beiden senkrechten Seiten je zweimal eingekerbten, von Rot und Gold gevierten Standarte (das „Rennfähnlein“) an goldenem Lanzenschaft.
Das Verbandsabzeichen ähnelte dem Wappen Unterfrankens. der Fränkische Rechen repräsentierte die Region Franken, wo viele der Truppenteile der 12. Panzerdivision stationiert waren. Das Rennfähnlein ähnelte der Darstellung im Würzburger Wappen und geht auf die Flagge des Herzogtums Franken zurück. Die Verbandsabzeichen der Division und der unterstellten Brigaden waren bis auf die Borde identisch. In der Tradition der Preußischen Farbfolge erhielt das Verbandsabzeichen der Panzerbrigade 36 als „dritte“ Brigade der Division einen gelben Bord.
Da sich die Verbandsabzeichen der Brigaden der Division nur geringfügig unterschieden, wurde stattdessen gelegentlich auch das interne Verbandsabzeichen des Stabes bzw. der Stabskompanie pars pro toto als „Abzeichen“ der Brigade genutzt. Der Hauptschild zeigte eine Variante eines Tatzenkreuzes das an das Eiserne Kreuz erinnerte. Das Eiserne Kreuz in den preußischen Farben war das traditionelle Hoheitssymbol deutscher Streitkräfte. Gleichzeitig ähnelt es dem Hochmeisterkreuz aus dem Wappen von Bad Mergentheim, wo der Brigadestab zunächst seinen Standort hatte. Der aufgelegte Mittelschild entsprach im Wesentlichen dem Verbandsabzeichen.